# NGC 2755
NGC 2755 (również PGC 25670 lub UGC 4789) – galaktyka spiralna (Sb), znajdująca się w gwiazdozbiorze Rysia. Odkrył ją William Herschel 18 marca 1787 roku.
W galaktyce tej zaobserwowano supernową SN 2012ai.